# 賴斯 (伊利諾伊州喬戴維斯縣)
賴斯（英語：Rice）是位於美國伊利諾伊州喬戴維斯縣的一個非建制地區。該地的面積和人口皆未知。

## 地理
賴斯的座標為42°20′21″N 90°23′40″W / 42.33917°N 90.39444°W，而該地的平均海拔高度為219米（即718英尺）。